# Видовданская конституция

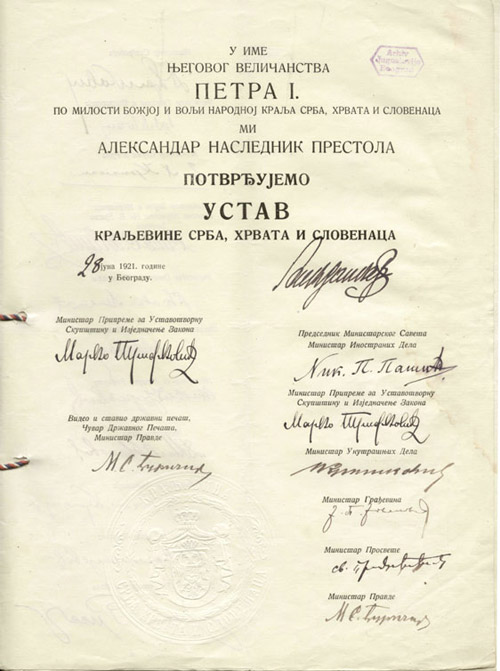
Первая страница конституции

Видовданская конституция (серб. Видовдански устав) — первая конституция Королевства Сербов, Хорватов и Словенцев. Была принята Учредительной скупщиной 28 июня 1921 года в праздник Видовдан, откуда и пошло такое название.
Конституция действовала до установления 6 января 1929 года королём Александром военно-монархической диктатуры.

## Принятие
Обсуждение началось в начале апреля 1921 года. На момент принятия в Учредительном собрании была следующая расстановка сил:
| Партия                                  | Количество депутатов |
| --------------------------------------- | -------------------- |
| Демократическая партия                  | 92                   |
| Радикальная партия                      | 91                   |
| Коммунистическая партия                 | 58                   |
| Хорватская крестьянская партия          | 50                   |
| Югославянская мусульманская организация | 24                   |
| Словенская народная партия              | 27                   |

Перед принятием данной конституции правительство внесло предложение принять коллективную клятву на верность королю Александру, который позднее, 17 августа 1921 года вступил на престол. В результате оппозиционные партии в виде республиканской и коммунистической покинули зал во время голосования текста клятвы, вследствие чего правительство приняло конституцию. За проголосовало 223 депутата (национальной радикальной партия, демократической партии, югославянской мусульманской организации и турецкой национальной партии) из 419, проголосовали против 35 депутатов (социал-демократической партии, республиканской, сербской аграрной партии).

## Альтернативные предложения

### Хорватская крестьянская партия
1 апреля 1921 года хорватская крестьянская партия предложила идею хорватской крестьянской республики в возможном союзе с другими южными славянами. После принятия видовданской конституции партия подвергалась преследованиям и в 1925 году была запрещена.

### Партия «Хорватское объединение»
Хорватское объединение предлагало проект федеративного устройства государства с сохранением монархии Карагеоргиевичей, состоящей из шести субъектов: Сербия, Хорватия, Черногория, Босния и Герцеговина, Воеводина, Словения.

## Основные положения
- По видовданской конституции Сербо-хорвато-словенское государство являлось монархией во главе с династией Карагеоргиевичей. Королю предоставлялись права: главнокомандующего, назначения премьер-министров, введения в стране чрезвычайного положения, созыв и роспуск парламента, назначение судей, скрепление международных договоров, объявление войны, заключение мира, утверждение принятых парламентом законов.
- Народная скупщина при этом являлась высшим законодательным органом. Она избиралась на четыре года и состояла из одной палаты. Избранными в скупщину могли быть только мужчины, достигшие 30-летнего возраста. Каждый член скупщины имел право на законодательные инициативы, парламентские вопросы.
- Совет министров был подчинен королю и скупщине. Совет министров имел права законодательной инициативы.
- Женщины и военнослужащие были лишены избирательных прав.
- Создано новое административное деление, состоящее из 33 областей во главе с великим жупаном, назначаемым королём.